# Gante-Wevelgem 2007
La Gante-Wevelgem 2007 fue la 69.ª edición de la carrera ciclista Gante-Wevelgem y se disputó el 11 de abril de 2007 sobre una distancia de 210 km. Esta era la sexta carrera del UCI ProTour 2007.
El vencedor final de la carrera fue el alemán Marcus Burghardt (T-Mobile), que se impuso en solitario, con cuatro segundos sobre su compañero de equipo, el inglés Roger Hammond y cinco sobre el español Óscar Freire (Rabobank).

## Clasificación final
| Posición | Ciclista           | Equipo               | Tiempo     |    |
| -------- | ------------------ | -------------------- | ---------- | -- |
| 1        | Marcus Burghardt   | T-Mobile             | 4h 52' 14" | 40 |
| 2        | Roger Hammond      | T-Mobile             | +4"        | 30 |
| 3        | Óscar Freire       | Rabobank             | +5"        | 25 |
| 4        | Francisco Ventoso  | Saunier Duval-Prodir | +6"        | 20 |
| 5        | Christophe Mengin  | Française des Jeux   | m. t.      | 15 |
| 6        | Robbie McEwen      | Predictor-Lotto      | +15"       | 11 |
| 7        | Max van Heeswijk   | Rabobank             | m. t.      | 7  |
| 8        | Baden Cooke        | Unibet               | m. t.      | 5  |
| 9        | José Joaquín Rojas | Caisse d'Epargne     | m. t.      | 3  |
| 10       | Alexandre Usov     | AG2R Prévoyance      | m. t.      | 1  |